# Friedrich W. Zimmermann

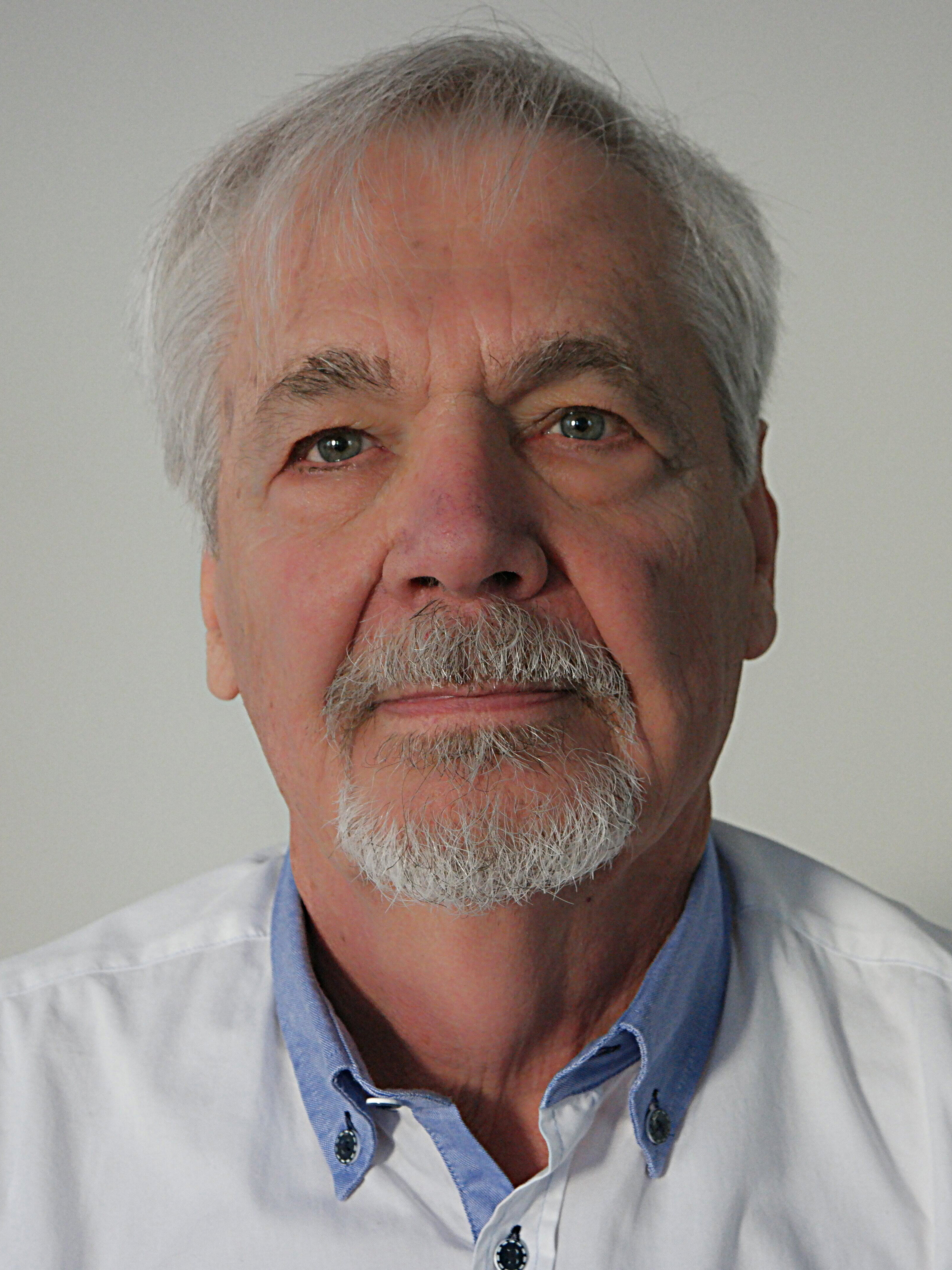
Friedrich W. Zimmermann

Friedrich Wilhelm Zimmermann (* 1939) ist ein deutscher Journalist, Autor und Regisseur. Er war Autor von Fernsehfilmen, Radioproduktionen und Zeitungsartikeln.

## Leben
Zimmermann begann seine berufliche Tätigkeit als freiberuflicher Journalist 1968 beim Sender Freies Berlin und beendete seine Tätigkeit als Redakteur am 1. Juli 2003 beim Westdeutschen Rundfunk in Köln. Seitdem lebt er wieder in Berlin.
Nach der Vorlage der Poeme der Schriftstellers Aras Ören wurden für den Sender Freies Berlin (SFB) zwei Filme produziert:
- Frau Kutzer und andere Bewohner der Naunynstraße. (SFB, 1973, 51 min)[1]
- Kazim Akkaya und die Bewohner der Naunynstraße. (SFB, 1975, 58 min)[2]

Zimmermanns Leistung als Regisseur mit der damals unüblichen Mischform aus Literaturverfilmung, Dokumentation und Schauspiel wird von Deniz Göktürk (University of California, Berkeley) 2020 in den Monatsheften beschrieben (Vol. 112, No. 4, 2020, 606).
Seine bislang letzte Produktion (60 Minuten Länge) für den WDR war „100 Millionen Karat - Die Diamantendynastie Oppenheimer“. In Zusammenarbeit mit Wolfgang Landgraeber wurde diese Sendung am 20. Dezember 2006 in der ARD ausgestrahlt.
Dieser Sendung waren drei weitere Videoproduktionen zum Thema Diamanten in Namibia vorausgegangen:
- „Diamantenfieber - Edelsteine aus dem Ozean“ (1999)
- „Jagd auf Diamantenschmuggler - Mit der Edelsteinpolizei unterwegs“ (2001)
- „Mord auf der Debmar Pacific - Schmuggel an Bord eines Diamantenschiffes“ (2002).[5]

2016 veröffentlichte er sein Buch "Liebe – Lust – Prostata", in dem er seine Erfahrungen mit Prostatakrebs weitergibt und die verschiedenen Behandlungsmöglichkeiten aufzeigt; ergänzt wird das Buch mit Interviews, die er mit zahlreichen Fachärzten geführt hat.
2018 veröffentlicht er zu dem Buch einen Comic; alle Bilder stammen von der Berliner Comiczeichnerin und Illustratorin Maki Shimizu.